# 舞島あかり
舞島 あかり（まいじま あかり、1995年〈平成7年〉5月20日 - ）は、日本の元AV女優である。

## 略歴・人物
2016年3月、アイデアポケット専属でAVデビュー。兵庫県出身、Allpromotion所属。2018年12月31日引退。

## 出演作品

### イメージビデオ
2016年
- Campus Rendezvous 現役女子大生の裸体（11月5日、Precious Beauty）撮影日:2016年9月15日

### アダルトビデオ
2016年
- FIRST IMPRESSION 93 現役女子大生こっそりAVデビュー！（3月1日、アイデアポケット、監督:キョウセイ）
- 見つめ合って感じ合う情熱セックス（4月1日、アイデアポケット、監督:キョウセイ）
- タイトスカート 新任女教師の淫らなお誘い（5月1日、アイデアポケット、監督:TAKE-D）
- ハメ撮りが趣味の現役美人女子大生あかりのヌケる流出動画！何度もマジイキおねだりするほど陶酔するプライベートセックス（6月1日、アイデアポケット、監督:嵐山みちる）
- 魂の顔面シャワー！！ オナ禁で溜まりに溜まった極濃ザーメンをあかりの美顔にバズーカ顔射！！（7月1日、アイデアポケット、監督:TAKE-D）
- とってもキレイなお姉さんの優しい優しい淫語と幸せな気持ちになる包み込むようなリードセックス（8月1日、アイデアポケット、監督:宇佐美忠則）撮影日:2016年4月16日
- あかりをセックスで気持ちよくイカせて 初イキは18歳！初イキ過ぎは21歳！現役女子大生、イキ過ぎて遂におかしくなっちゃう！（9月1日、アイデアポケット、監督:苺原）撮影日:2016年5月19日
- 究極のフェラチオマニアックス ネバスペたっぷり！お掃除フェラじっくり！いやらしお姉さんの超絶そそる ごっくん淫語フェラチオ（10月1日、アイデアポケット、監督:赤井彗星）撮影日:2016年6月30日
- 飲酒解禁！どろ酔いセックス 酔っ払ってハメるチ○ポは格別だにゃ?（11月1日、アイデアポケット、監督:X）撮影日:2016年7月31日
- パンスト極痴女秘書の華麗なるマラ遊び（12月1日、アイデアポケット、監督:TAKE-D）撮影日:2016年8月23日

2017年
- ゴージャスオナニーサポート 臨場感200％！関西仕込みの淫語が炸裂！舞島あかりのいやらしい生音がアナタのチ○ポに直撃！バイノーラル録音ver（1月1日、アイデアポケット、監督:キョウセイ）撮影日:2016年9月18日
- LOVE SEMEN くっさいくっさいザーメンお顔とお口にブチまけてーや！（2月1日、アイデアポケット、監督:X）撮影日:2016年10月21日
- みんなお前が悪いんや！観念せぇ！俺以外のチ○ポにうつつを抜かした罰や！（3月1日、アイデアポケット、監督:刃修羅）撮影日:2016年11月21日
- デカ尻が際立つ究極の尻コスマニアックス×大量尻ぶっかけ！（4月1日、アイデアポケット、監督:真咲南朋）撮影日:2016年12月19日
- タイトスカート美尻お姉さんの誘惑中出しエステサロン（6月1日、痴女ヘブン、監督:真咲南朋）撮影日:2017年2月15日
- 童貞筆下ろしガトリング中出し（7月1日、痴女ヘブン、監督:TAKE-D）撮影日:2017年3月10日
- 痴女フェラが日常、ザーメンが飲み物の世界 ～タイトスカート女教師編～（7月19日、ワンズファクトリー）撮影日:2017年4月3日
- 舞島あかりの凄テクを我慢できれば生中出しSEX！（8月13日、ワンズファクトリー）撮影日:2017年4月30日
- 誘惑◆美容室（10月6日、ドリームチケット）撮影日:2017年8月1日
- キャンギャル狂想脚（11月19日、ミル、監督：DOPAMIX）撮影日:2017年8月26日
- 淫語で誘う寸止め焦らし痴女 ～僕を生殺しにして愉しむ兄の娘～（12月13日、Fitch）

2018年
- 極フェラごっくん天国（1月12日、K.M.Produce、監督：赤井彗星）撮影日:2017年10月9日
- 新作予定。撮影日:2017年9月5日
- 新作予定。撮影日:2017年9月8日
- 新作予定。撮影日:2017年9月29日
- 新作予定。撮影日:2017年10月5日
- 新作VR予定。(SOD)、撮影日:2017年10月7日
- 新作VR予定。(K.M.Produce)撮影日:2017年10月8日
- 新作予定。撮影日:2017年10月24日
- 新作予定。撮影日:2017年10月26日
- 新作予定（プレステージDOC）撮影日:2017年10月27日

### VR作品
- 接吻しまくり淫口よだれギャル（2017年10月27日、ワープエンタテインメント）撮影日:2017年8月1日
- 新作予定（SOD）撮影日:2017年10月6日
- 新作予定（KMP）撮影日:2017年10月8日